# Murbach
Murbach – miejscowość i gmina we Francji, w regionie Grand Est, w departamencie Górny Ren. Położona jest w płd.-wsch. części Wogezów, w środkowych partiach wąskiej doliny potoku Murbach, spływającego na wschód do rzeki Lauch. Cały jej teren leży w obrębie regionalnego parku krajobrazowego (Parc naturel régional des Ballons des Vosges), w bezpośrednim sąsiedztwie najwyższego szczytu Wogezów Grand Ballon (1424 m). Najbliższym większym miastem jest oddale o ok. 5 km Guebwiller, z którym łączy Murbach jedyna prowadząca do miejscowości droga D 40 II. Osada powstała przy opactwie książęcym Murbach, założonym w tym miejscu w 1. połowie VIII w.; obecny herb miejscowości Murbach był herbem tego opactwa. Romański kościół św. Leodegara, pozostałość kościoła opactwa Murbach, jest wybitnym zabytkiem architektury romańskiej.

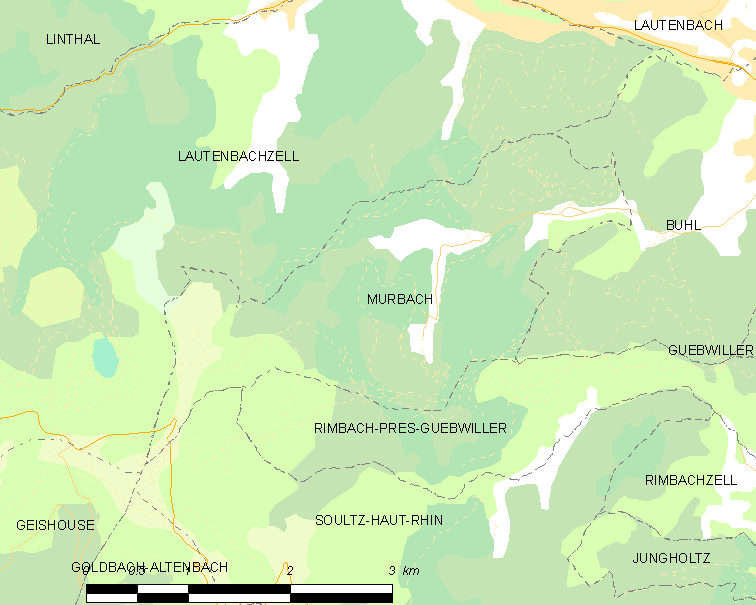
Gmina Murbach i jej otoczenie

## Historia
Osada powstała w średniowieczu przy opactwie książęcym Murbach, założonym w 727 r. przez książąt alzackich Etychonidów i wędrownego biskupa, przybyłego tu z klasztoru Reichenau, Pirmina. Opactwo Murbach, od początku XVI w. jako opactwo książęce (niem. Fürstabtei, łac. abbatia principi) czyli księstwo w obrębie Świętego Cesarstwa Rzymskiego, posiadało ogromne tereny w sąsiednich dolinach, gdzie leżały należące do Murbachu Guebwiller, Sankt Amarin i Wattwiller. Kończący wojnę trzydziestoletnią w 1648 r. pokój westfalski, przyznawał Francji prawa do Alzacji, podkreślając jednak przynależność opactwa Murbach bezpośrednio do Świętego Cesarstwa Rzymskiego. Tym samym zachowano status Murbachu jako księstwa (Reichsfürstentum), w obrębie którego leżała osada zwana wtenczas Belchenthal. Aż po rok 1650 zabudowania opactwa, zniszczonego podczas dekad wojennych, pozostawały niezamieszkałe. W drugiej połowie XVII wieku Ludwik XIV, powołując się na niejasne sformułowania w traktacie westfalskim, planował w ramach polityki zjednoczeniowej, przyłączyć do Francji resztę niemieckich dóbr książęcych. W 1680 r. Murbach jako opactwo wraz z osadą zostały anektowane przez koronę francuską. Osada Belchenthal wokół klasztoru Murbach nie rozrostała się, a wraz z przeniesieniem opactwa do Guebwiller w latach 40. XVIII w. całkowicie straciła znaczenie. Kościół opacki pw. św. Leodegara, który mnisi zamierzali przebudować w stylu barokowym, został częściowo rozebrany. Nie podjęto jednak dalszej budowy, więc zaczął popadać w ruinę. W 1764 r. jego nienaruszoną wschodnią część, prezbiterium i transept z dwiema wznoszącymi się nad nim wieżami, przekazano osadzie Belchenthal na kościół parafialny. Teren, gdzie stały wcześniej nawy kościoła, z czasem opróżniono z kamieni i materiału budowlanego i zamieniono na cmentarz. Kiedy w 1790 r. opactwo i księstwo Murbach na mocy reform porewolucyjnych przestało istnieć, osada przejęła jego nazwę – Murbach, zarzucając dotychczasową – Belchenthal. Traktat pokojowy, zawarty 10 maja 1871 r. i kończący wojnę francusko-pruską, przyznawał Alazję zjednoczonemu państwu niemieckiemu i wieś Murbach administracyjnie włączono do powiatu Gebweiler (Kreis Gebweiler) w okręgu Górna Alzacja (Bezirk Oberelsaß). Po I wojnie światowej cały ten obszar został na mocy postanowień traktatu wersalskiego przyznany Francji. W trakcie II wojny światowej zajmowały go wojska Wehrmachtu i były do 1944 r. zarządzane przez Niemcy. Następnie, wraz z innymi terenami na lewym brzegu górnego Renu, Murbach znalazło się w granicach republiki francuskiej.

Ze względu na różną przynależność państwową w przeszłości nazwa ‘Murbach’ ma odrębne wymowy: niemiecką, francuską i alzacką.

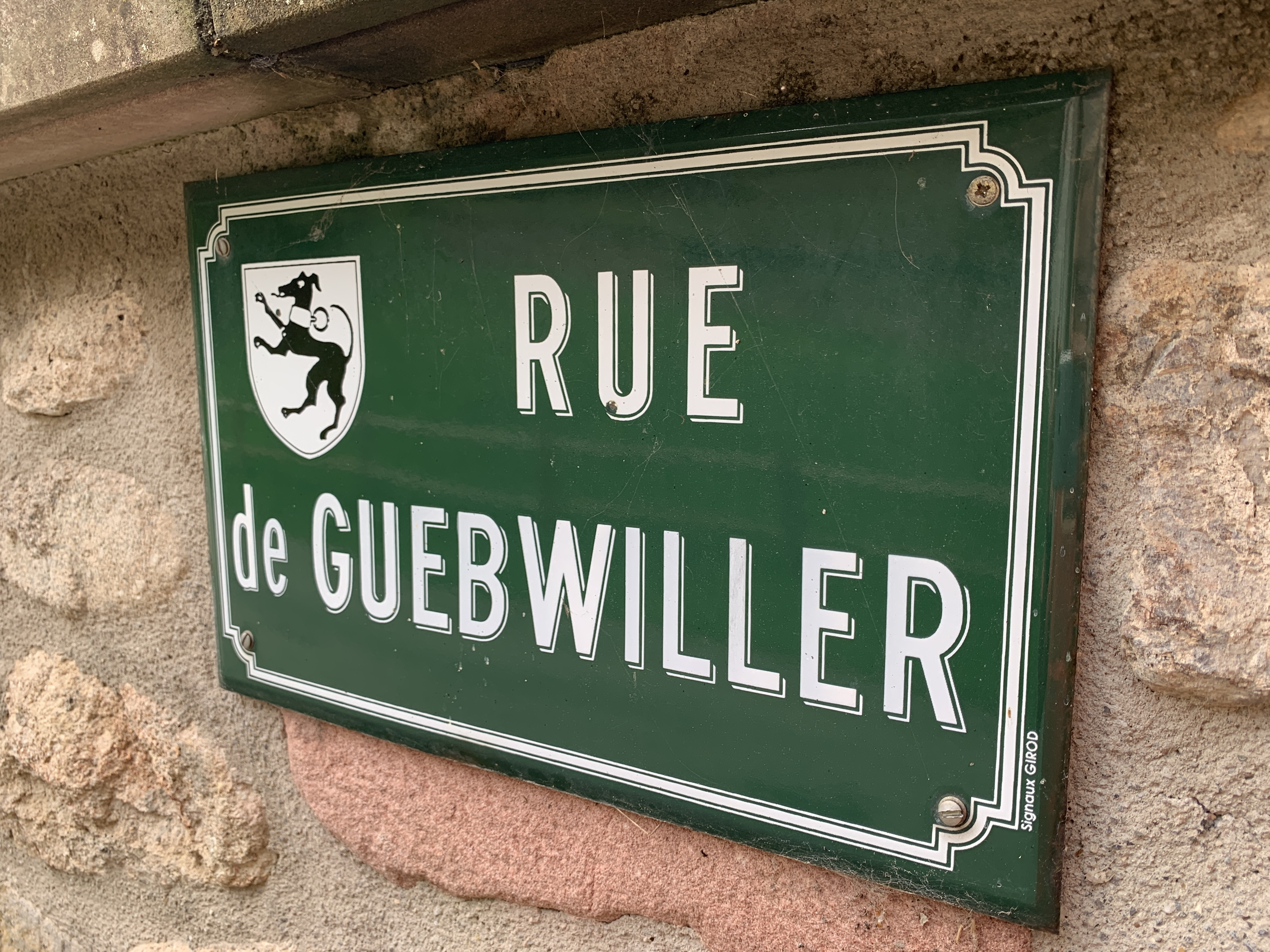
Główna (wjazdowa) ulica Murbachu
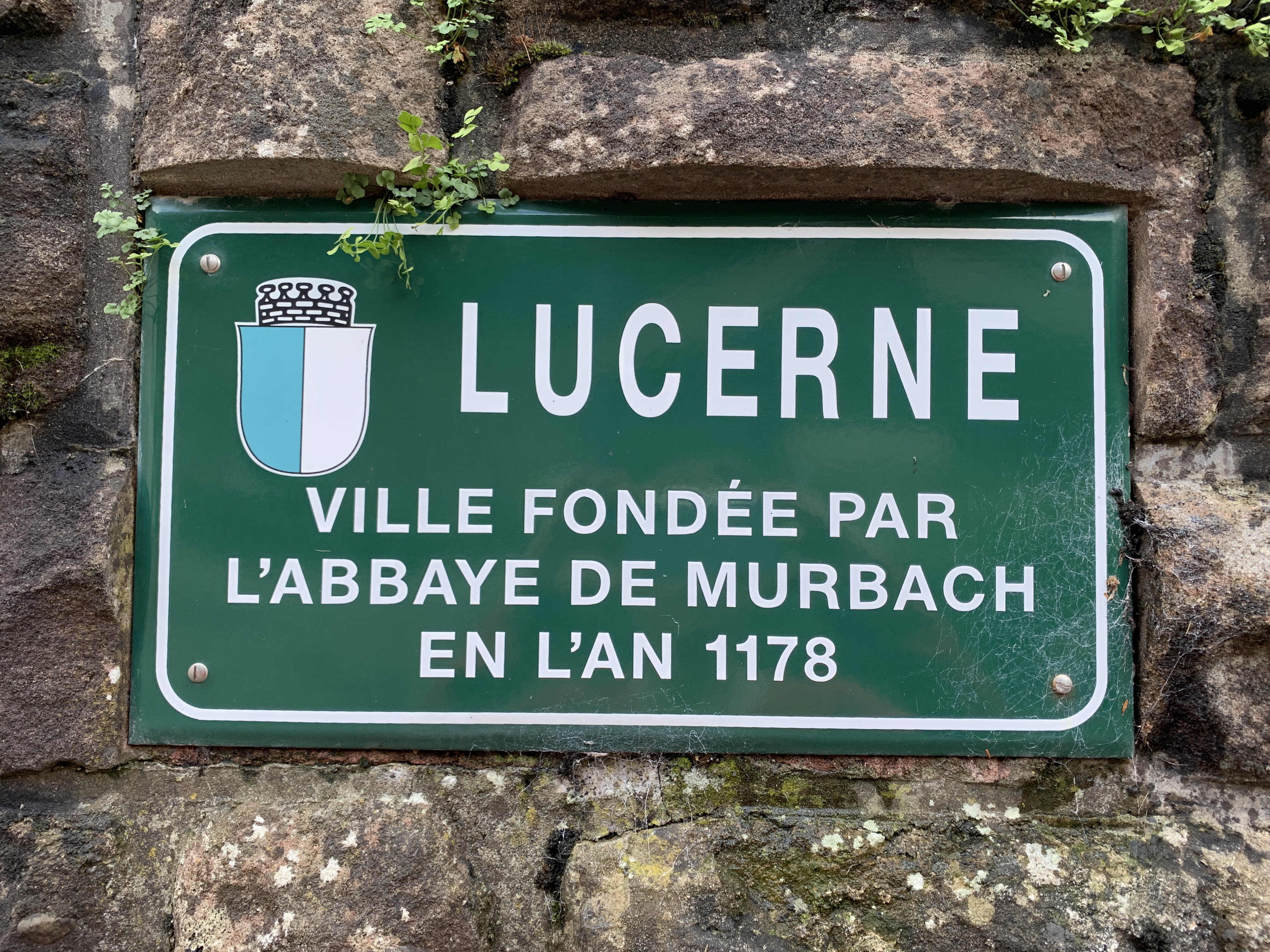
Tablica upamiętniająca założenie Lucerny przez opactwo Murbach
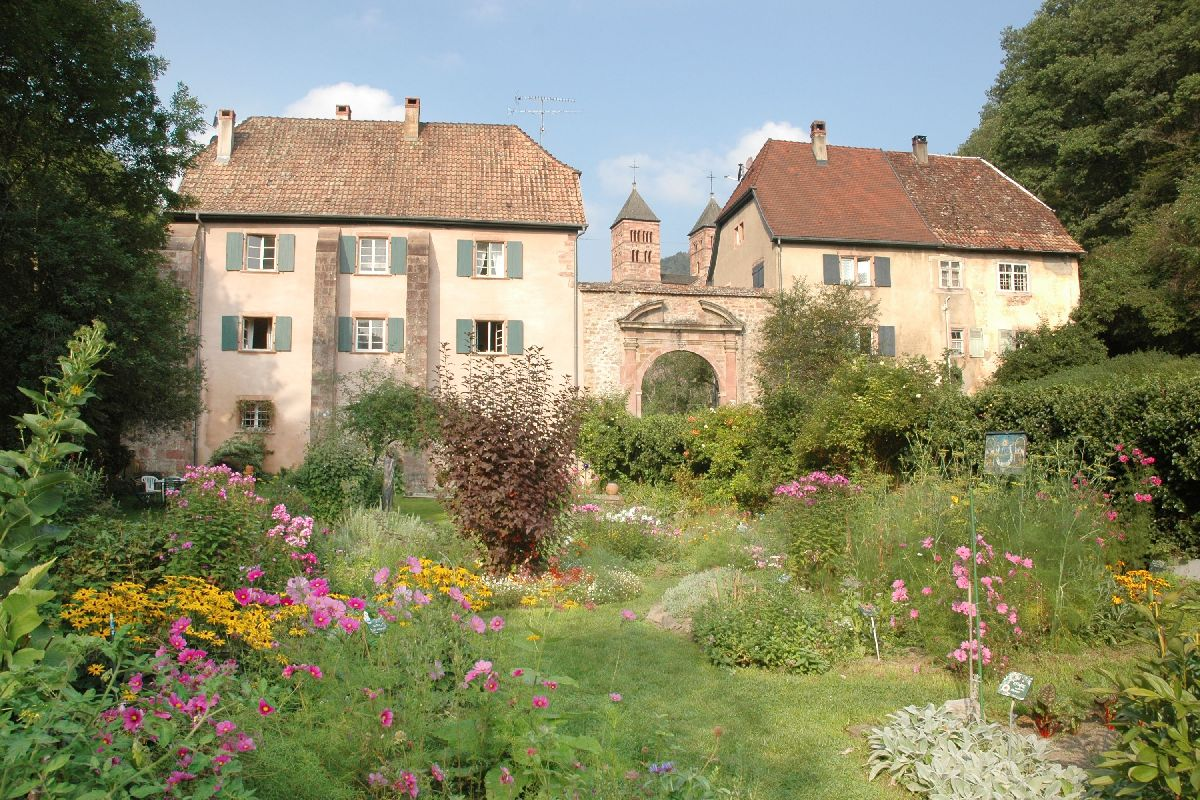
Dawne budynki klasztorne i brama od strony ogrodu (IX 2005)
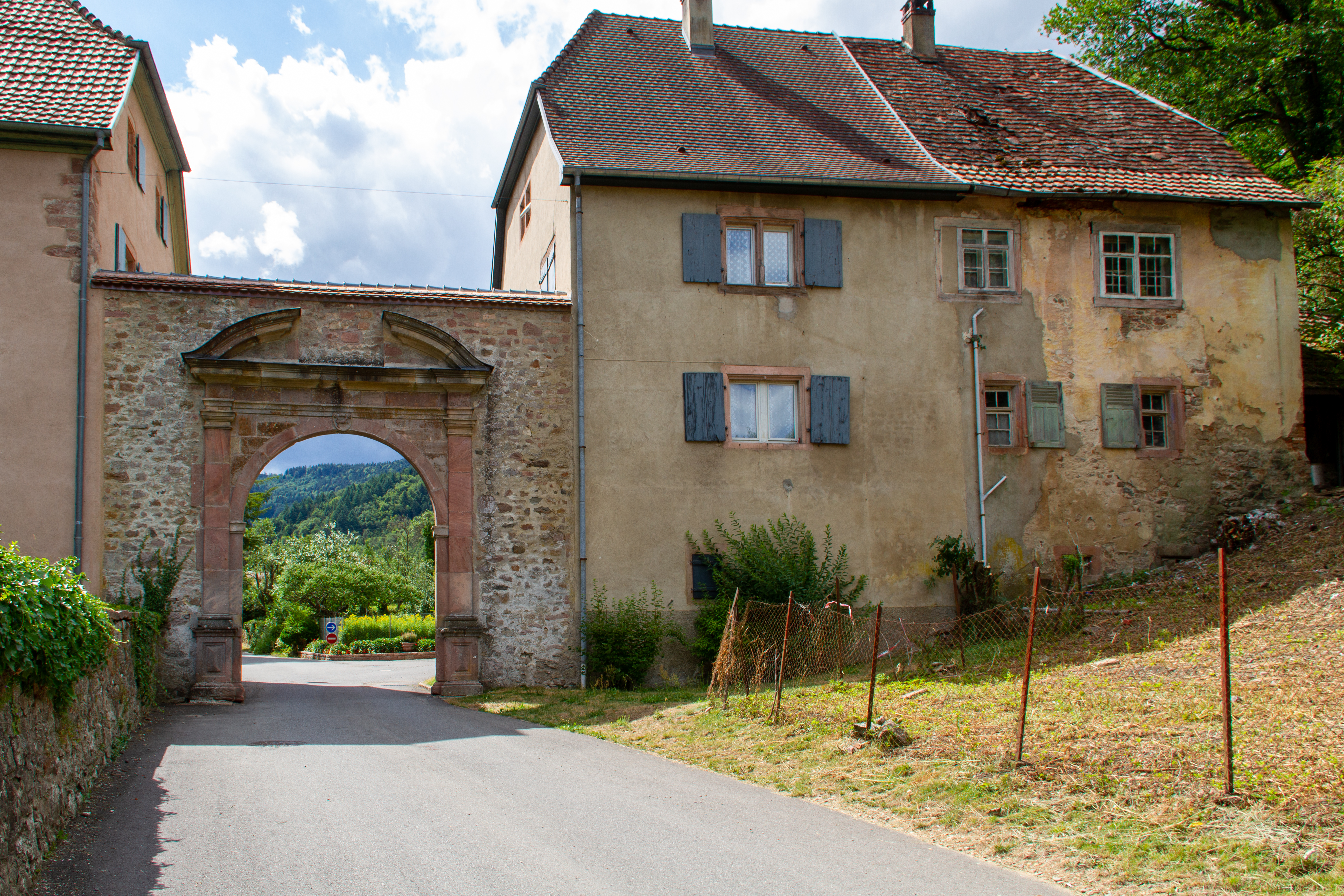
Budynek obok ratusza (mairie) od strony kościoła (VII 2015)
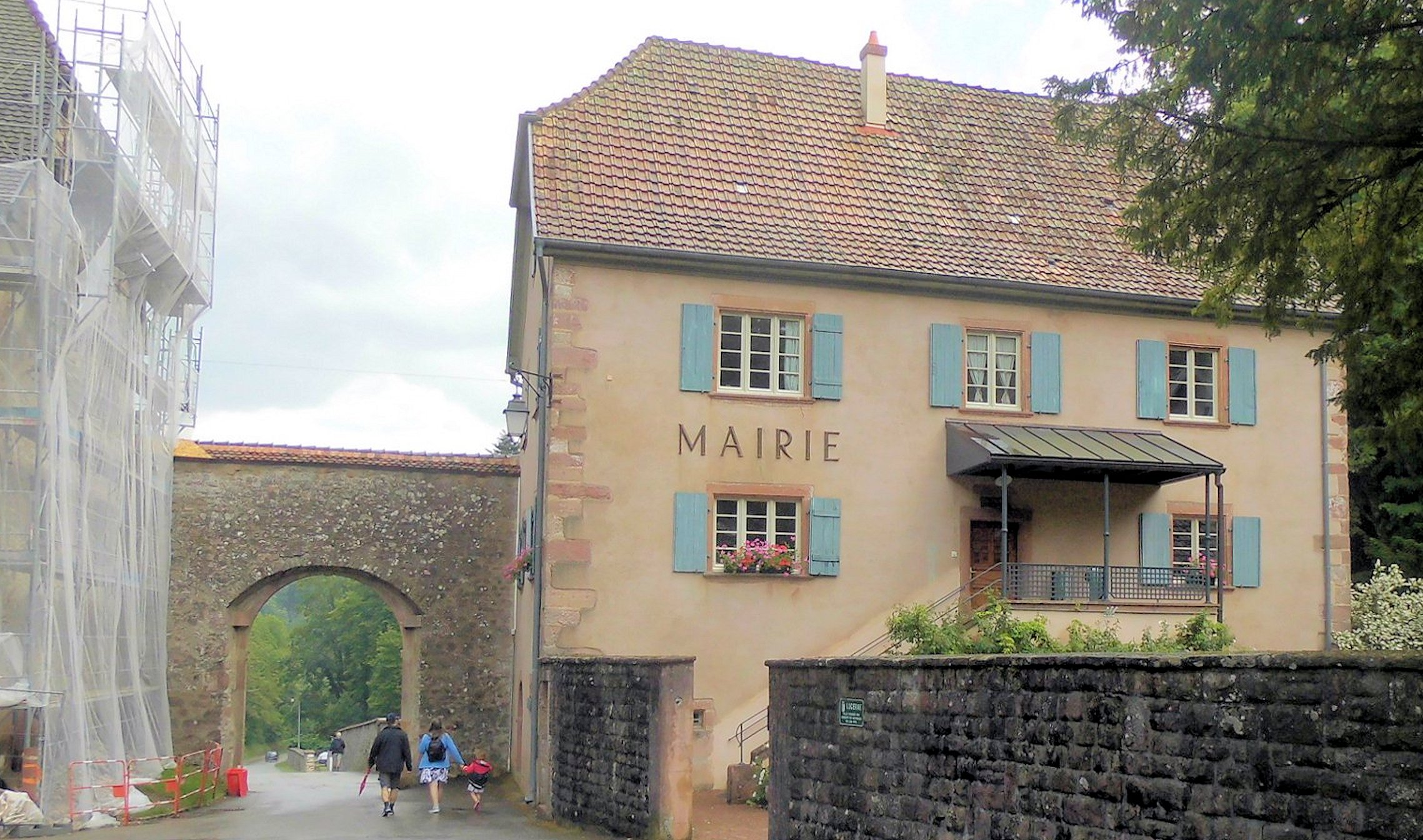
Budynek przy ratuszu w trakcie renowacji (2018)
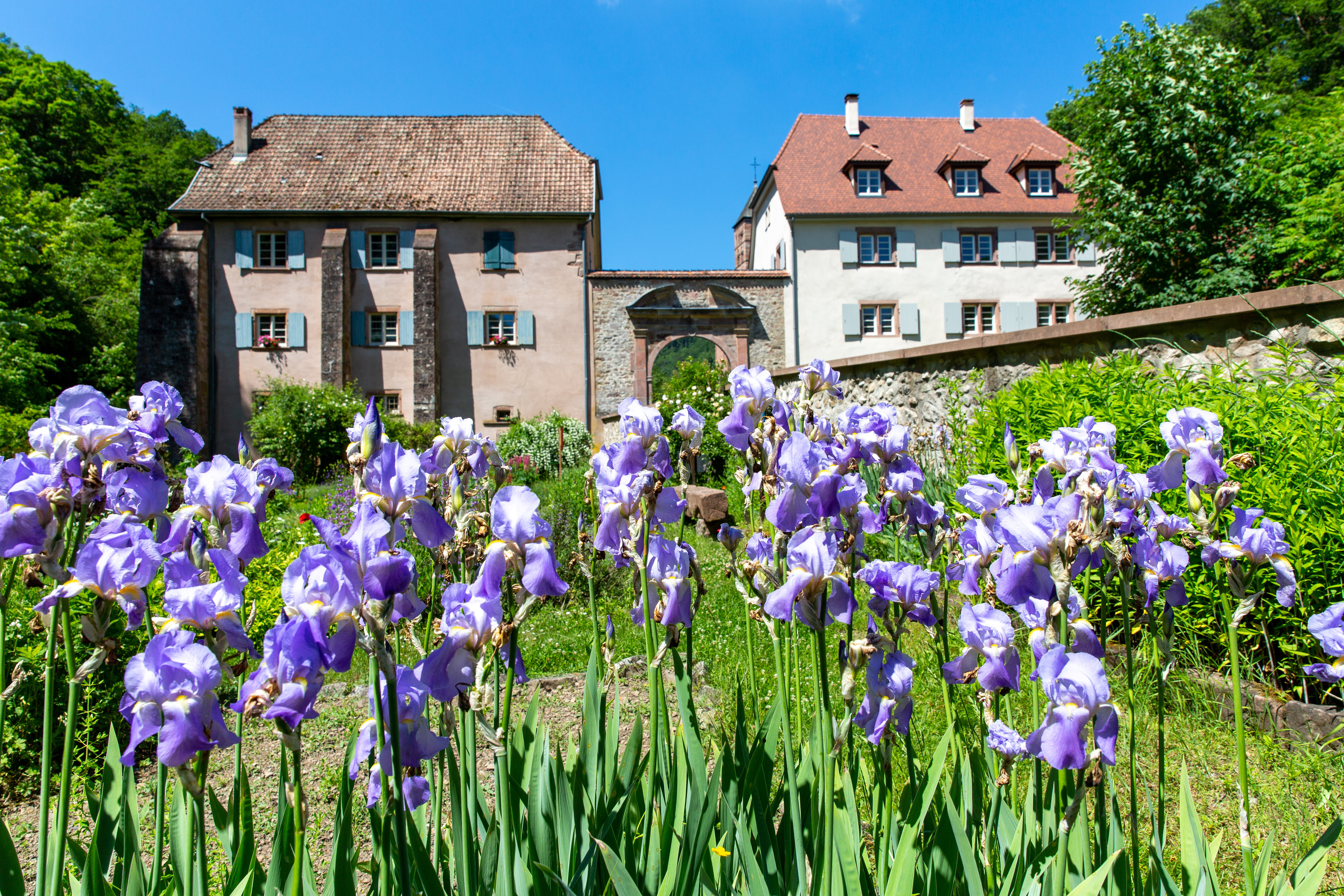
Zabudowania po renowacji (VI 2021)

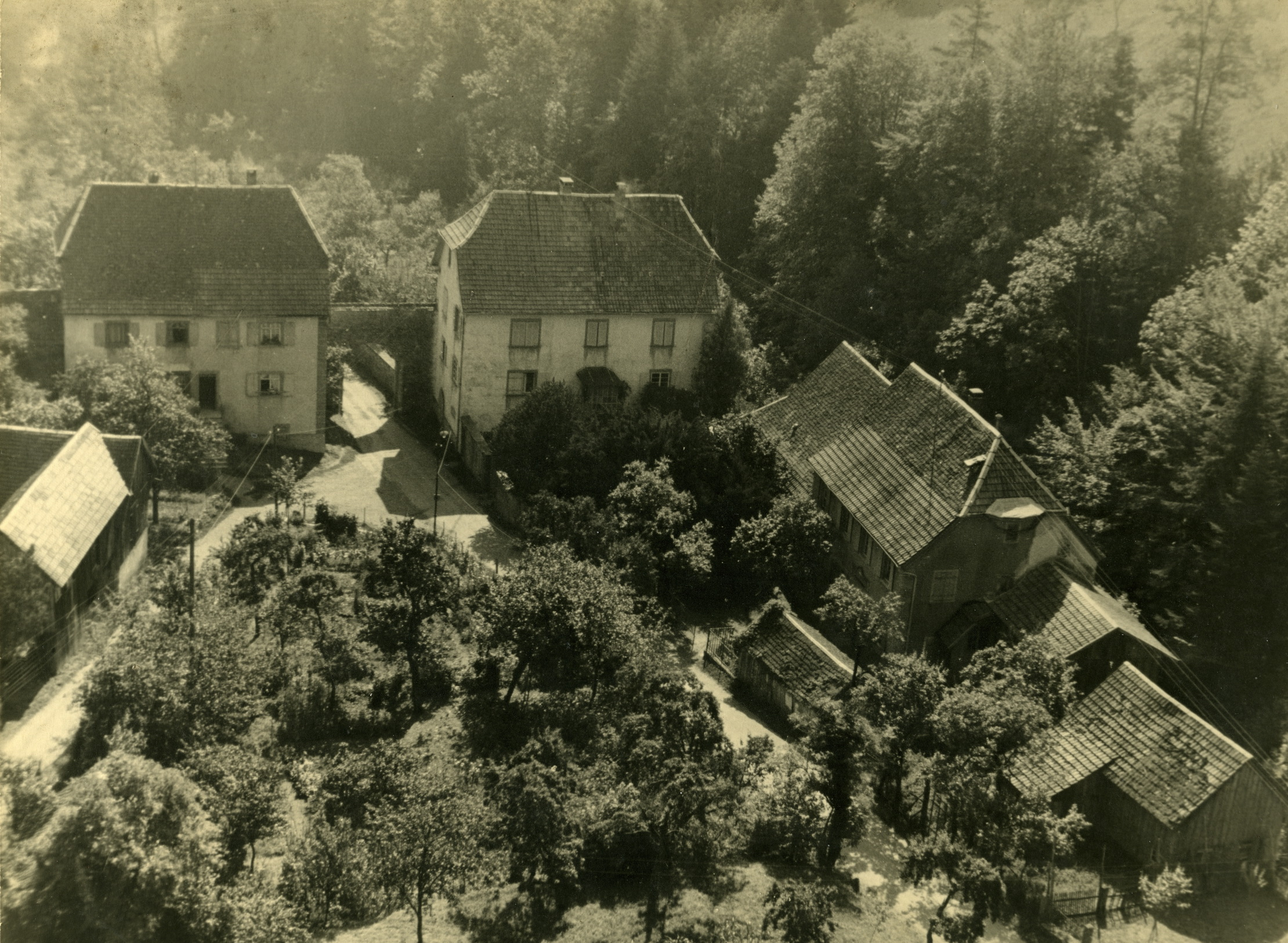
Widok na Murbach z wieży kościelnej na starej (niedatowanej) fotografii

## Demografia i gospodarka
Według danych na ostatnie trzy stulecia, najwięcej mieszkańców miało Murbach w 2. połowie XIX w.: w 1861 r. było ich 314, najwyższą liczbę odnotowano na rok 1885 – 326 mieszkańców, a w 1900 r. jedynie 295 i w 1910 r. 271 mieszkańców. Po II wojnie światowej, w 1946 r., było ich 188, by na przełomie lat 70. i 80. spaść do 89 osób w 1982 r. Od 2006 r. liczba mieszkańców z roku na rok nieznacznie wzrasta: od 136 w 2006 r., 156 w 2016 r. i 164 w 2021 r..

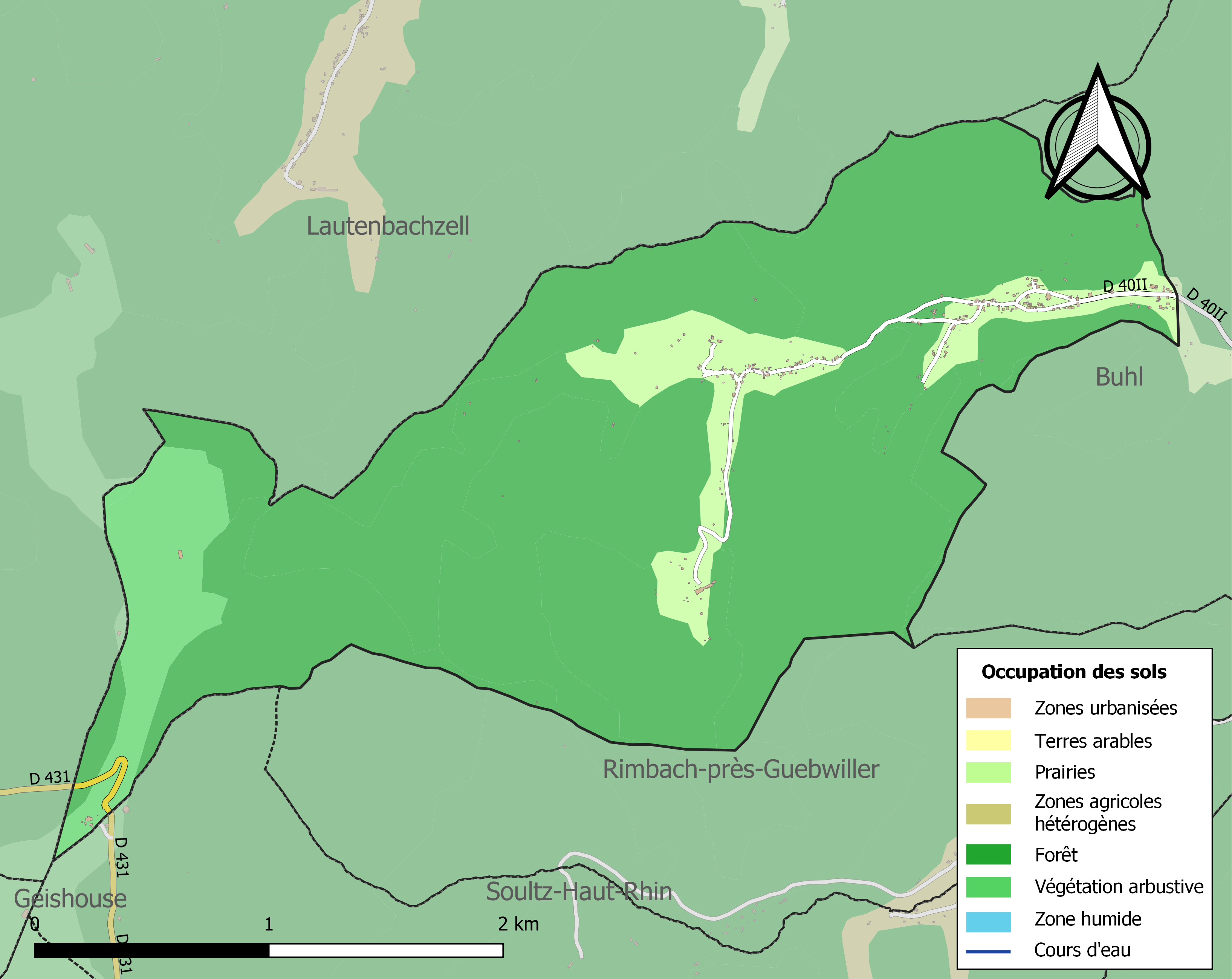
Mapa infrastruktury i użytkowania gruntów w gminie Murbach w 2018 r. (CLC)

Użytkowanie gruntów na obszarze gminy nie ma charakteru rolniczego, gdyż lasy i środowiska półnaturalne zajmowały w 2018 r. 90,9% powierzchni, tak samo zresztą jak w 1990 r. Szczegółowy podział użytkowania gruntów w 2018 r. według danych CLC był następujący: lasy (83,6%), użytki zielone (9,1%), krzewy i/lub roślinność zielna (7,3%).

## Zabytki
Murbach leży na szlaku alzackich zabytków architektury romańskiej La Route Romane d’Alsace. Z dawnych zabudowań klasztornych zachowały się dwa budynki z przełomu XVII–XVIII w. z łączącą je bramą wjazdową (wcześniej na teren opactwa), kaplica loretańska z 1663 r. na płd. stoku góry Hohrupf (tuż nad zabudowaniami) oraz wschodnia część, prezbiterium i transept, kościoła św. Leodegara, zbudowanego w latach ok. 1145-1155 r. – wybitnie cennego zabytku architektury romańskiej, zachowanego jedynie z nieznacznymi zmianami w stanie oryginalnym. Na szczycie góry Hohrupf, na granicy z leżącą na północ gminą Lautenbach, widoczne są niewielkie resztki ruin zamku Hohrupf (wzniesionego ok. 1230 r.), jednego z wielu zbudowanych nad okolicznymi dolinami przez opatów Murbachu.

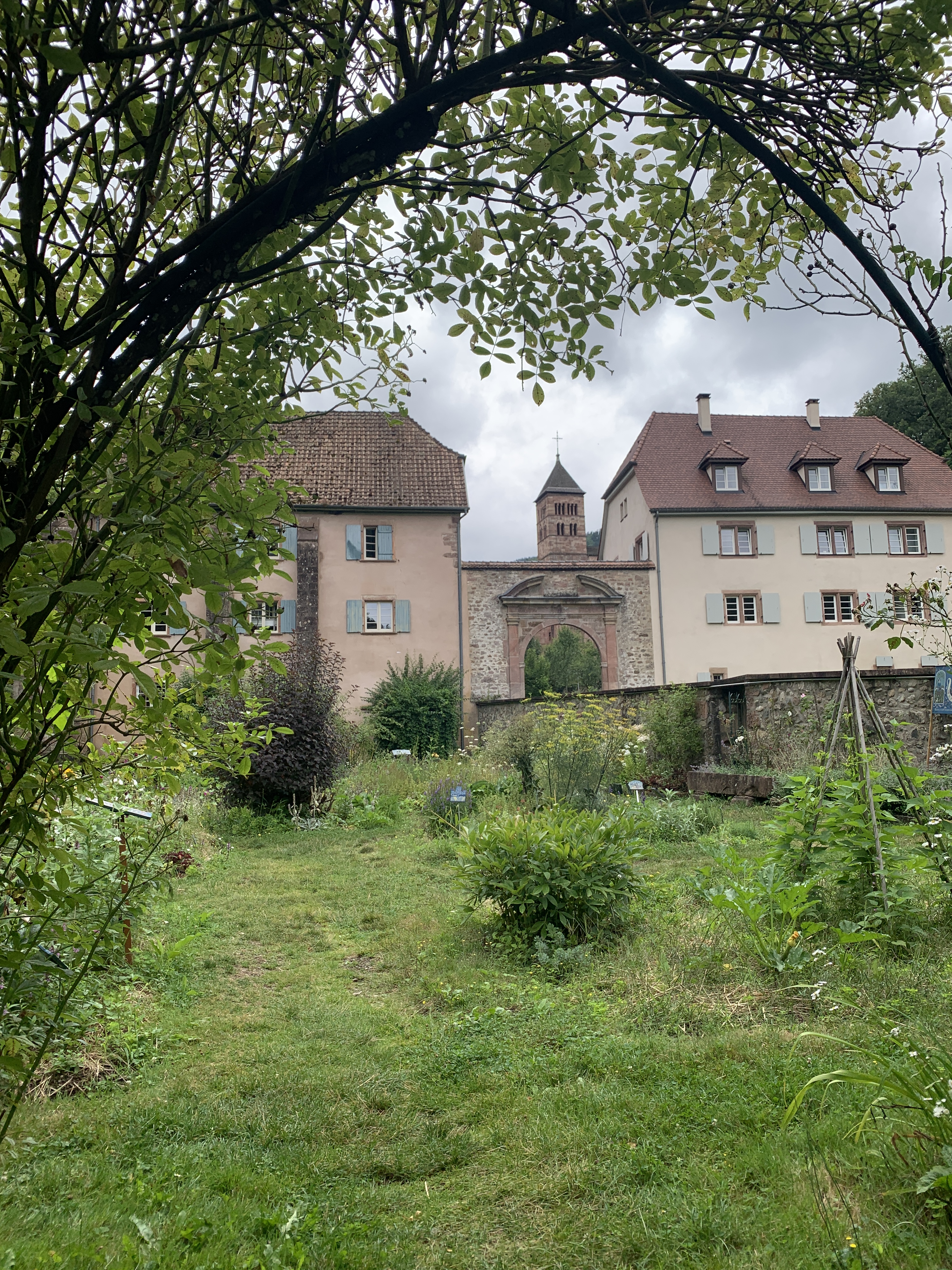
Ogród klasztorny i brama wjazdowa do opactwa
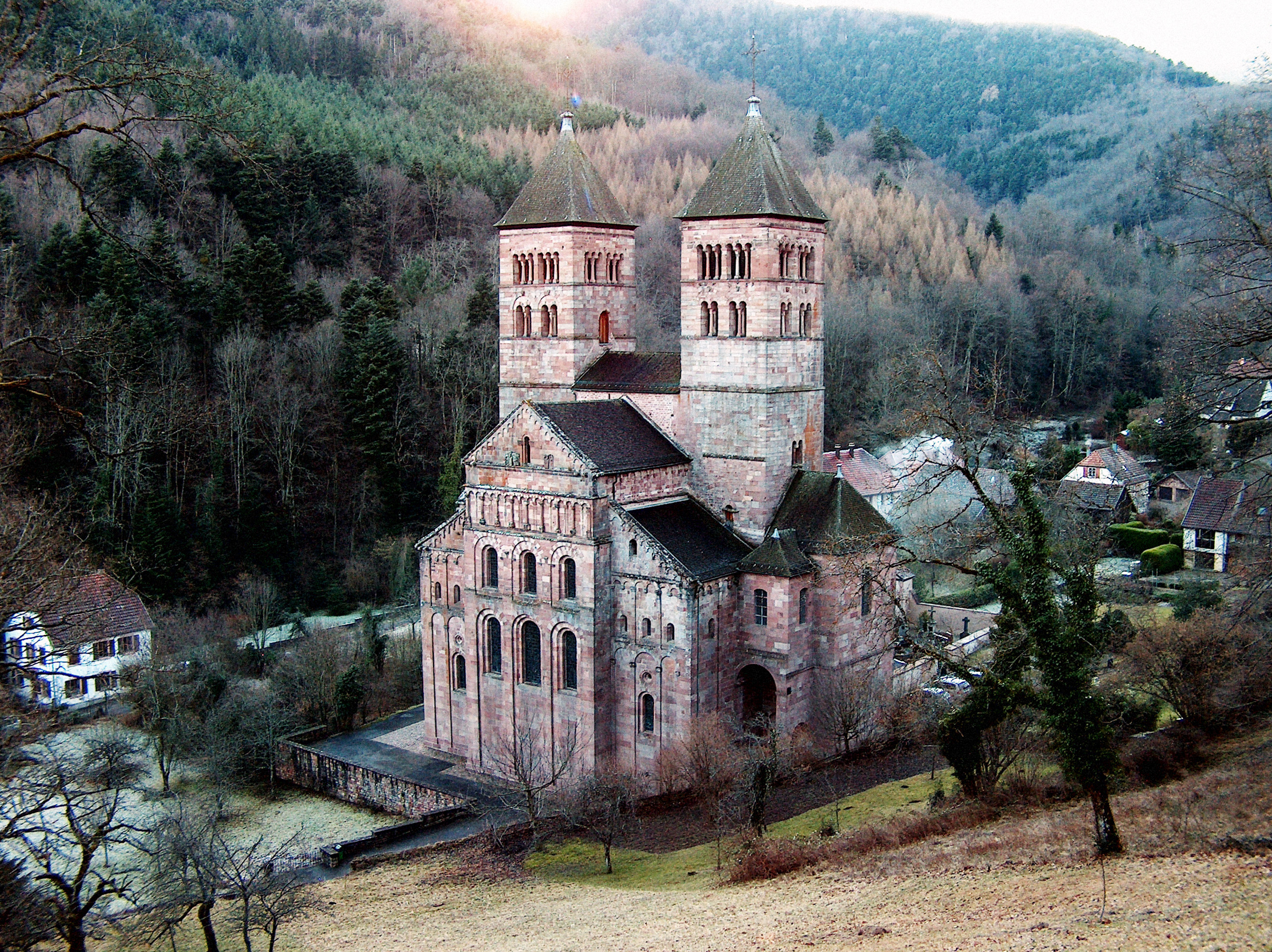
Kościół św. Leodegara
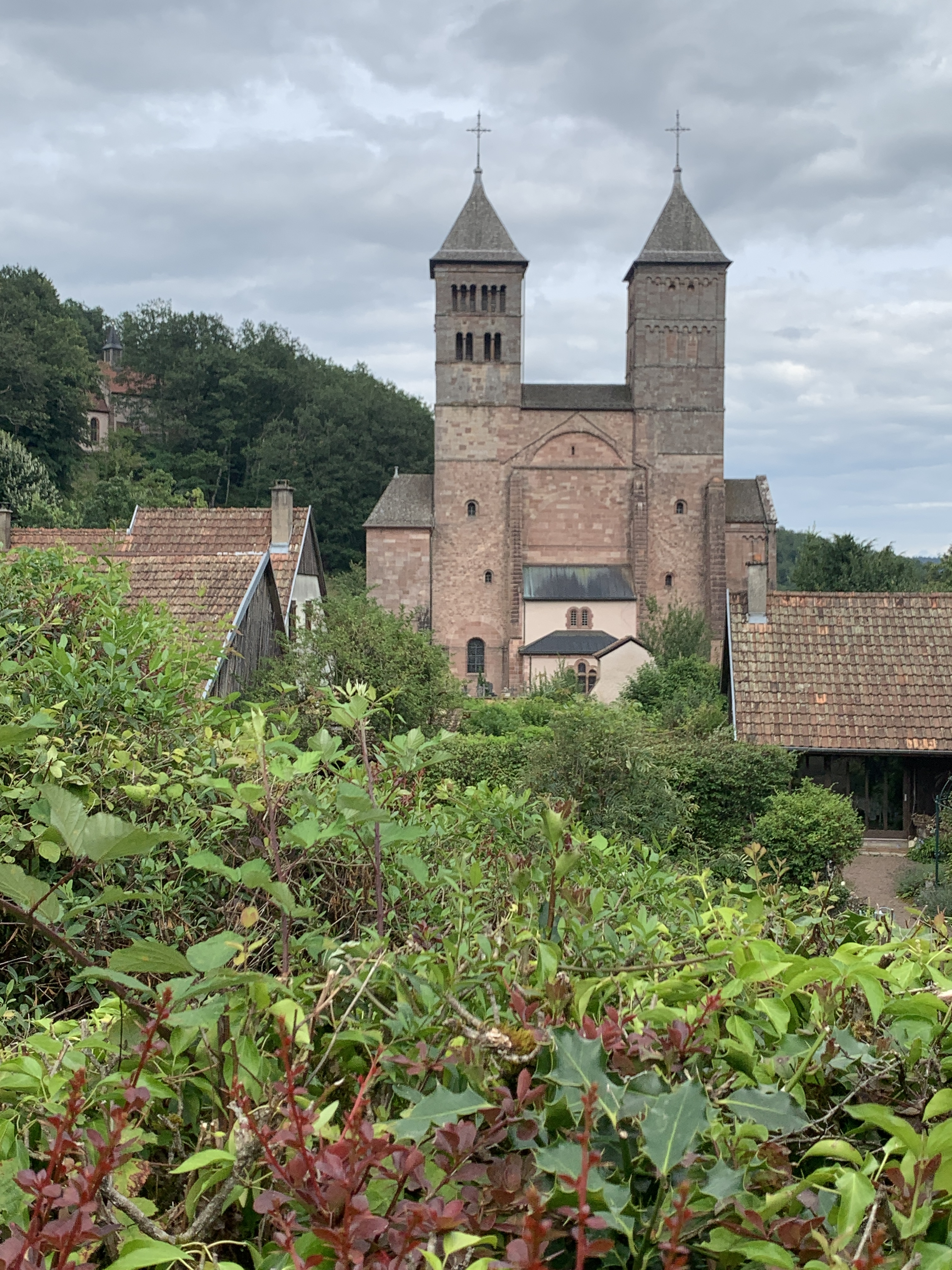
Kościół św. Leodegara od zachodu
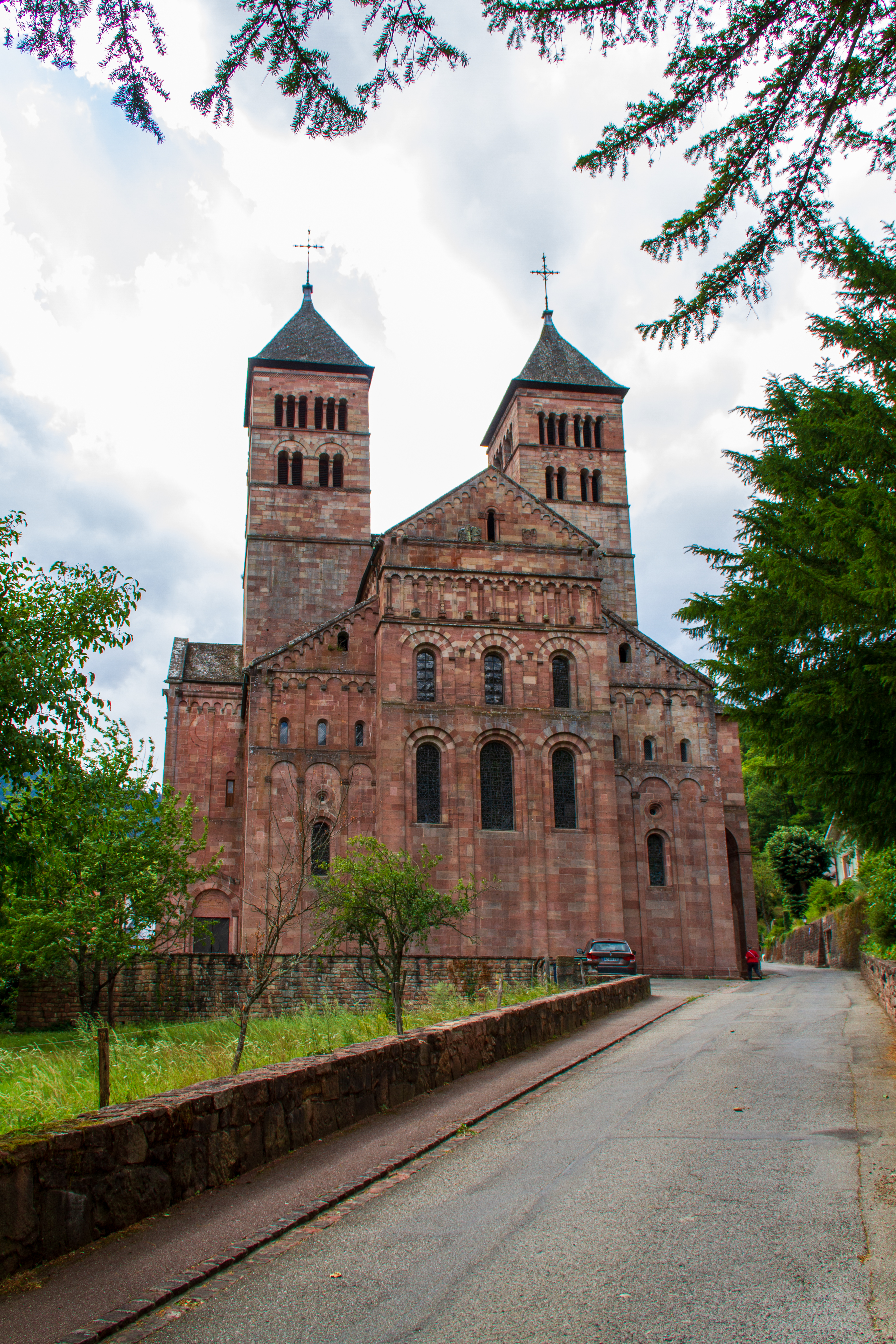
Kościół św. Leodegara od wschodu
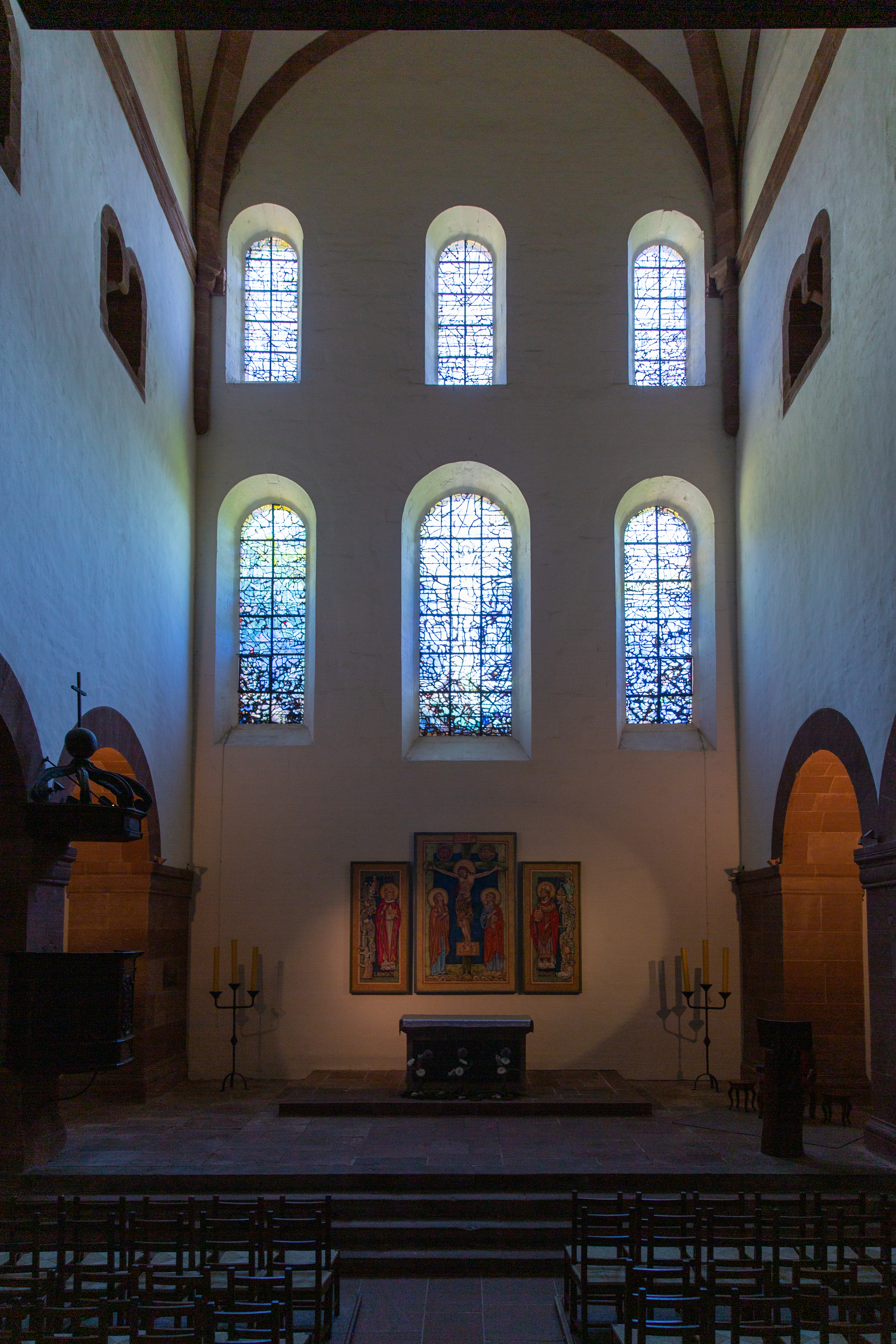
Wnętrze kościoła św. Leodegara, ołtarz główny
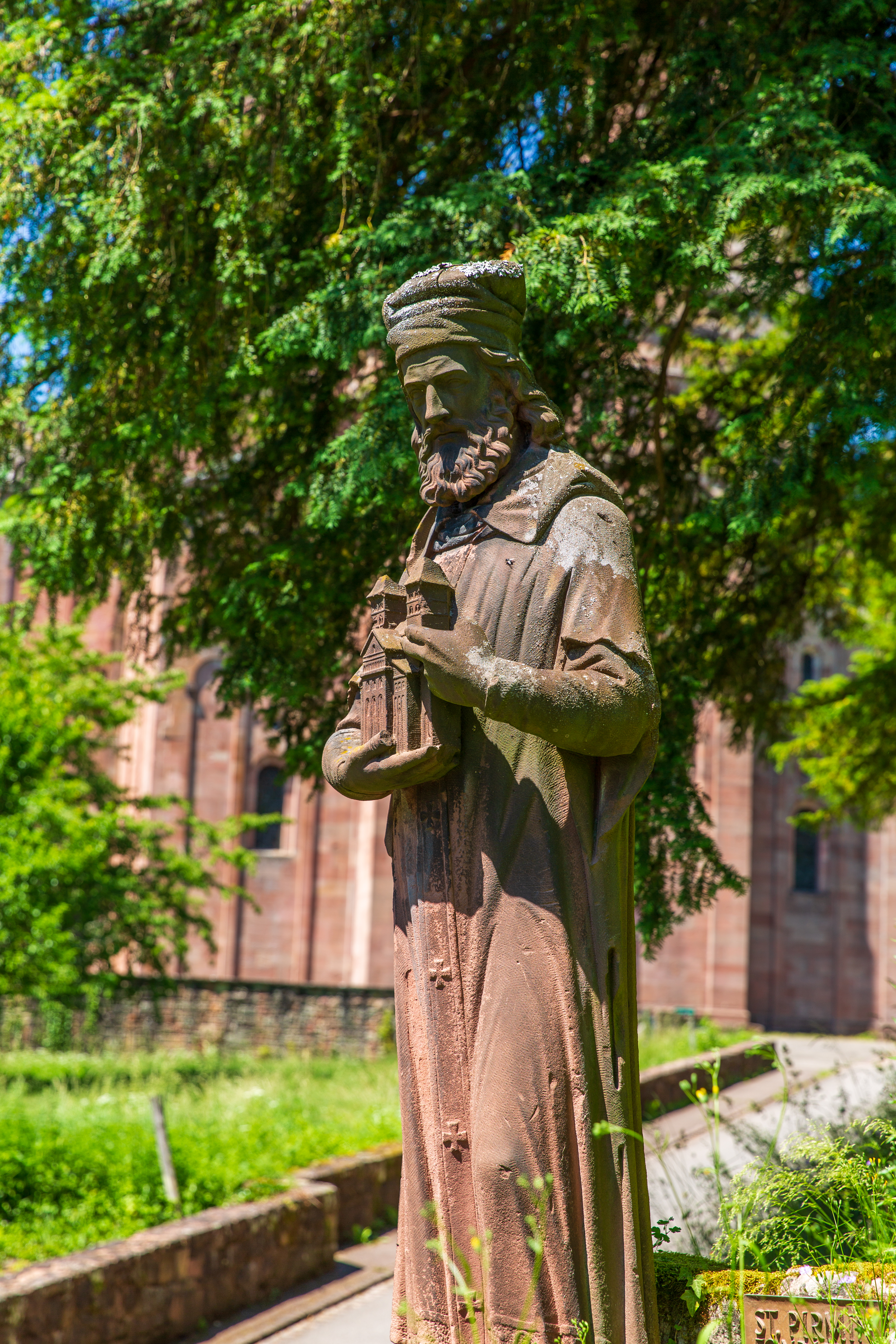
Św. Pirmin przed kościołem św. Leodegara
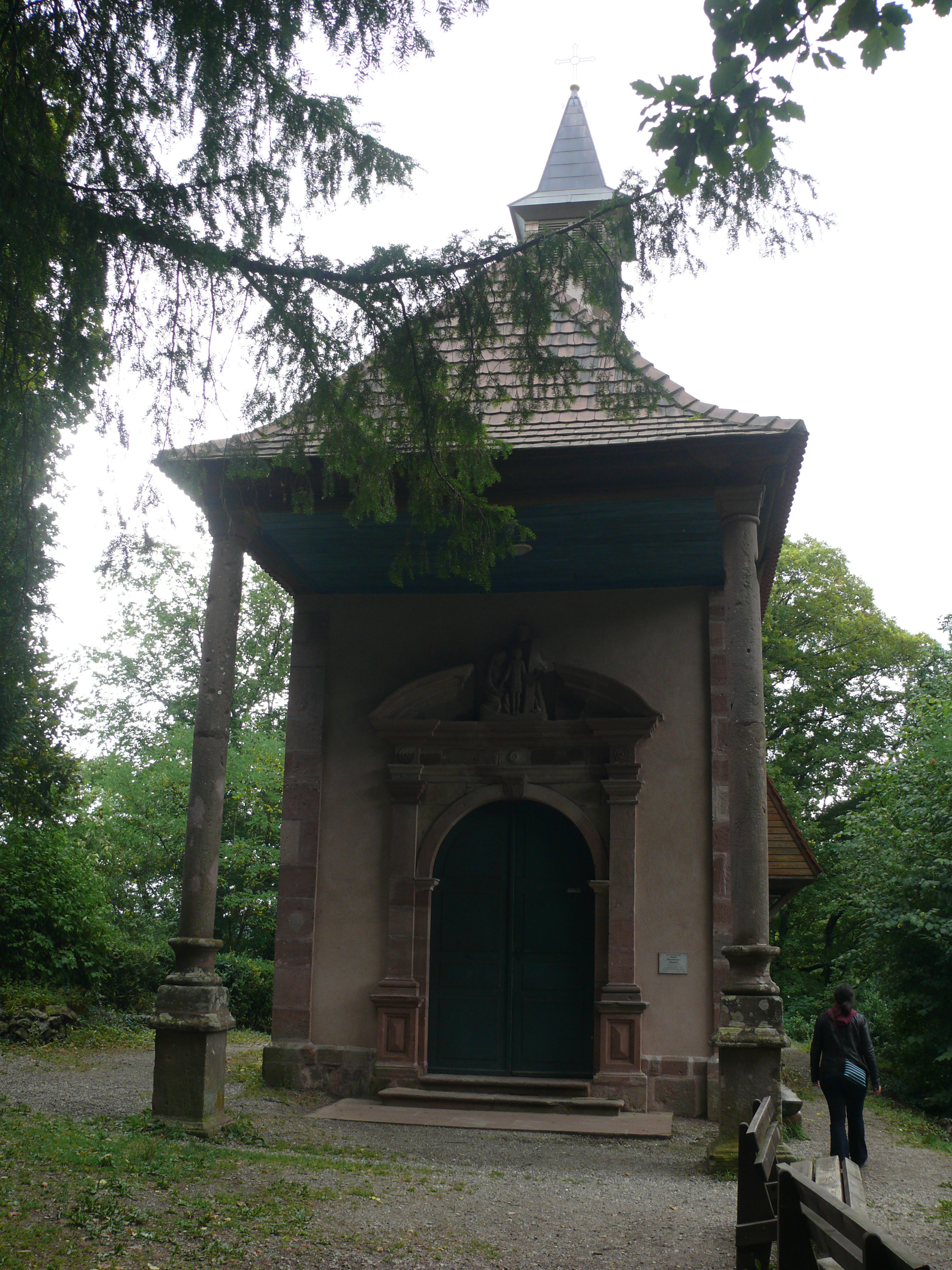
Kaplica lotaryńska
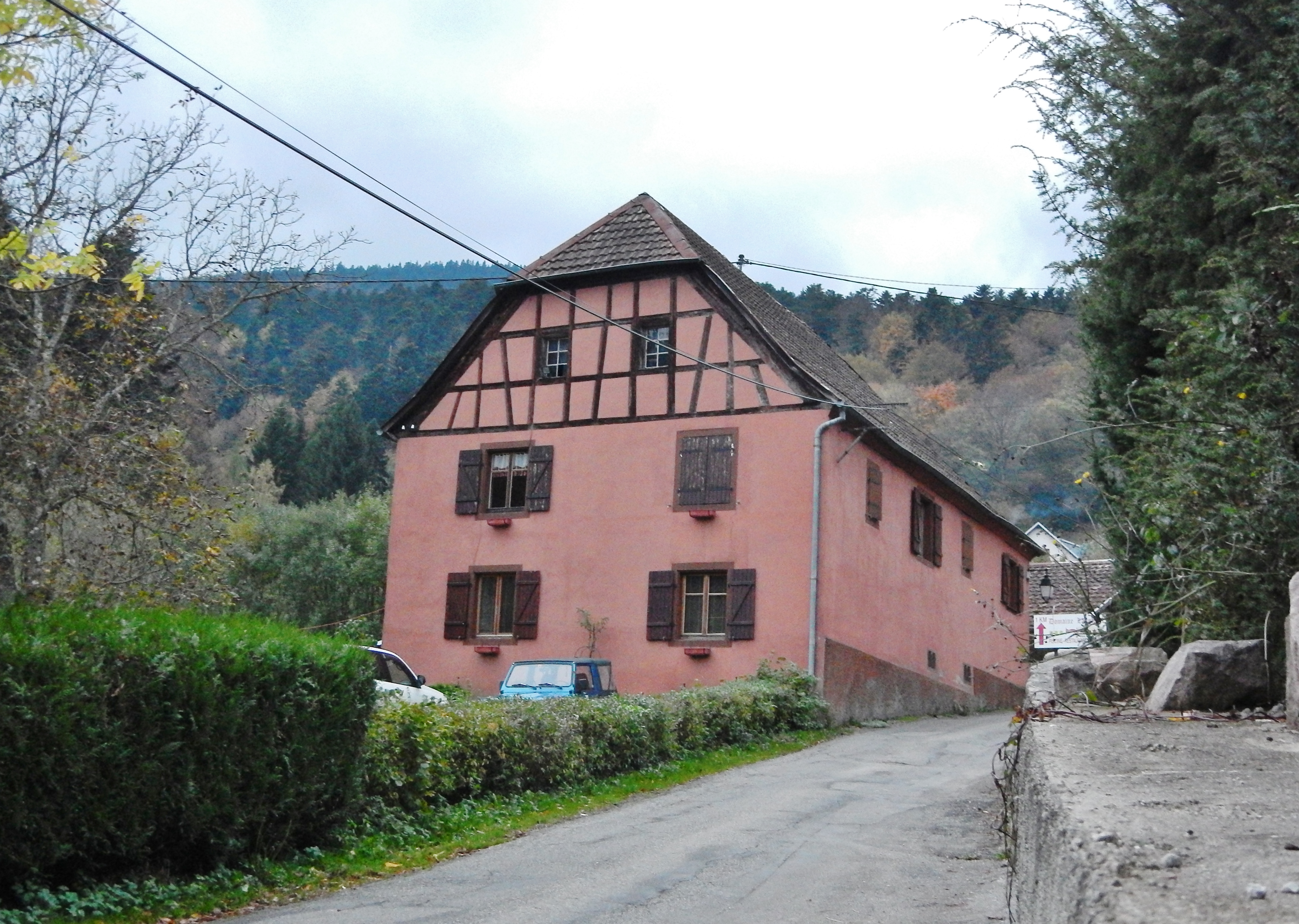
Ulica Rue du Belchental, wiodąca ku Grand Ballon